# Anne Elliot
Anne Elliot este protagonista celui de al șaselea si ultim roman finalizat Persuasiune (1818) de Jane Austen.
Anne Elliot a fost convinsă, atunci când avea 19 ani, sa rupă logodna cu Frederick Wentworth, un promițător tânăr locotenent în Marina Regală, dar un om de rând, fără avere, și cei doi nu s-au mai căsătorit. Singură, neiubită de tatăl pretențios și sora mai mare, puțin luată în considerare de către un cerc de familie incapabili de a recunoaște valoarea ei, ea duce o viață plictisitoare aproape ca  o fată bătrână. Și totuși, la 8 ani după  ce război naval cu Franța s-a încheiat, în septembrie 1814, tânărul pe care ea nu la uitat se întoarce în Anglia, după ce a câștigat epoleți, prestigiul și averea în marină. Primele contacte sunt dureroase. El și-a păstrat o imagine a ei ca o persoană prea ușor de influențat și ea vede în mod clar că el este încă supărat pe ea. Dar la 27 de ani, ea s-a maturizat și și-a câștigat destulă independență față de familia ei și cercul social de a-și alege prietenii ei a-și face propriul viitor.
Postum roman de Jane Austen prezintă portretul unei femei cu spirit independent, o tânără, inteligentă și melancolică, sensibilă și atentă la alții, care isi recapata încrederea în sine, atunci când ea este dată o a doua șansă de a găsi fericirea, o fericire diferită de alte eroine austeniene , din moment ce ea se căsătorește nu cu un proprietar de teren, nici un preot, ci cu un căpitan de navă. Ea ar fi "mândră de a fi soția unui marinar", dar ea ar ști, de asemenea, grijile și necazurile. Ea este considerată cel mai lucidă și responsabilă eroina austenienă și cititorul este introdus într-un mod special în gândurile sale, care sunt de o exactitate și o receptivitate fără precedent în eroinele din romanele anterioare.

## Descriere

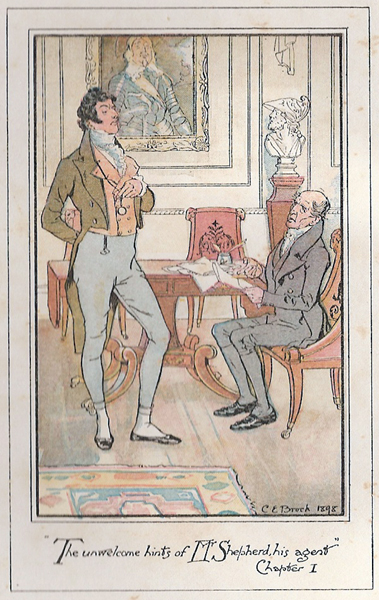
La cincizeci și patru de ani, Sir Walter a rămas extrem de orgolios de persoana sa și de situația lui.

Anne este o fiica mijlocie trecută cu vederea a unui narcisist și extravagant baron, Sir Walter Elliot de Kellynch Hall. Unică printre eroinele lui Jane Austen, are 27 de ani și aparent confirmată ca fiind o fată bătrână. Mama ei a murit, tatăl și sora mai mare sunt vanitoși și egolioși, și sora ei mai mică este o manipulatore ipohondră. Cu pușini să-i aprecieze natura dulce și rafinat, elegant minte, Anne este oarecum izolate, care trăiesc într-un îngust sfera socială în cazul în care ea "a fost nimeni, fie cu tatal sau sora; cuvântul ei au avut nici o greutate; comoditate ei a fost întotdeauna de a da drumul; a fost doar Anne."
Lady Russell, cea mai bună prietenă a răposatei sale mame, este singura ei confidentă; și deși Lady Russell are intenți bune și, de obicei, are o judecată bună, are tendința de a acorda o mare valoare poziției sociale atunci când își formează opiniile. Această preferință a provocat o mare întristare asupra Annei: cu opt ani înainte, Lady Russell a convins-o să rupă logodna cu un tânăr ofițer naval ambițios, promițător numit Frederick Wentworth - un bărbat pe care Anne îl iubea pasionat - pe motiv că sărăcia, rangul și relașiile acestuia l-ar fi făcut o alegere necorespunzătoare.
Anne nu s-a recuperat niciodată pe deplin de o durere, și începe Persuasiune ca o figură tristă,ignorată de tatăl ei, "înfricoșător modificată" în înfățișare, privită de sus de către sora ei mai mare și resemnată într-o viață goală. Când căpitanul Wentworth, acum îmbogățit din premii, se întoarce de la războaiele napoleoniene pentru a vizita împrejurările, Anne este la început tulburată; totuși, prezența sa îi determină treptat  viața în mișcare.

## De Film și TV, imagini cu Anne Elliot
- 1960: Daphne Slater, seria BBC

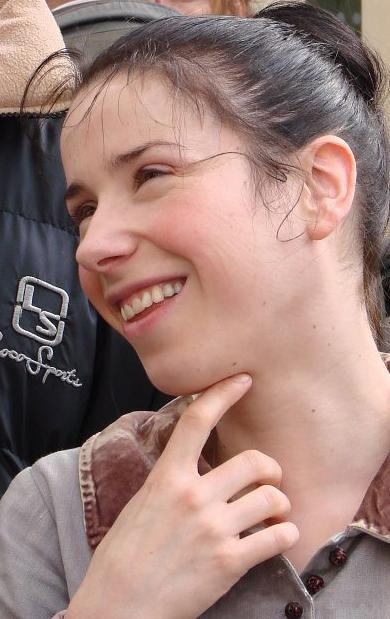
Sally Hawkins, în timp ce filma Convingere.

- 1971: Anne Firbank, seria BBC Persuasiune (1971 serie)
- 1995: Amanda Root, serial Persuasiune (1995 film)
- 2007: Sally Hawkins, ITV1 Persuasiune (2007 film)